# Église cistercienne Saint-Bernard-et-Saint-François-de-Borgia
L'église cistercienne Saint-Bernard-et-Saint-François-de-Borgia (en hongrois : Szent Bernát Ciszterci Borgia Szent Ferenc templom) ou usuellement église cistercienne d'Eger (egri ciszterci templom) est une église située à Eger.